# Christopher Lawford
Christopher Kennedy Lawford (Santa Monica, 29 marzo 1955 – Vancouver, 4 settembre 2018) è stato un attore statunitense.

## Biografia
Nato nello Stato della California, era il primogenito di Peter e Patricia Kennedy Lawford.
Dopo aver studiato alla Tufts University e alla Harvard Medical School, ha partecipato a diverse pellicole cinematografiche e serie televisive come Frasier e General Hospital.
Sposatosi con Jean Olsson il 17 novembre 1984, la coppia ha avuto tre figli: David, Savannah e Matthew Valentine.

## Filmografia

### Cinema
- Il club dei suicidi (The Suicide Club), regia di James Bruce (1988)
- Mr. North, regia di Danny Huston (1988)
- Spellbinder, regia di Janet Greek (1988)
- Doppia identità (Impulse), regia di Sondra Locke (1990)
- La casa Russia (The Russia House), regia di Fred Schepisi (1990)
- Run, regia di Geoff Burrowes (1991)
- The Doors, regia di Oliver Stone (1991)
- Un eroe piccolo piccolo (Jack the Bear), regia di Marshall Herskovitz (1993)
- Un eroe fatto in casa (Blankman), regia di Mike Binder (1994)
- Drunks, regia di Peter Cohn (1995)
- Baciami Guido (Kiss Me, Guido), regia di Tony Vitale (1997)
- Fool's Paradise, regia di Richard Zakka (1997)
- Dead Broke, regia di Edward Vilga (1998)
- Not Even the Trees, regia di Nacho Arenas (1998)
- Ask for Becky Whiteworth, regia di William Nunez (1998)
- The Confession, regia di David Hugh Jones (1998)
- The Waiting Game, regia di Ken Liotti (1999)
- Una moglie ideale (The Sex Monster), regia di Mike Binder (1999)
- R2PC: Road to Park City, regia di Bret Stern (2000)
- Chump Change, regia di Stephen Burrows (2000)
- Il 6º giorno (The 6th Day), regia di Roger Spottiswoode (2000)
- Thirteen Days, regia di Roger Donaldson (2000)
- Ferite mortali (Exit Wounds), regia di Andrzej Bartkowiak (2001)
- Four Play, regia di Mike Binde (2001)
- Red Zone, regia di Benjamin Koldyke (2001)
- Lotta di potere - Hitters (Hitters), regia di Eric Weston (2002)
- Terminator 3 - Le macchine ribelli (Terminator 3: Rise of the Machines), regia di Jonathan Mostow (2003)
- Indian - La grande sfida (The World's Fastest Indian), regia di Roger Donaldson (2005)
- Slipstream - Nella mente oscura di H. (Slipstream), regia di Anthony Hopkins (2007)
- Eavesdrop, regia di Matthew Miele (2008)

### Televisione
- Disneyland - serie TV, 1 episodio (1990)
- I racconti della cripta (Tales from the Crypt) - serie TV, 1 episodio (1990)
- Voci nella notte (Midnight Caller) - serie TV, 2 episodi (1990)
- Due poliziotti a Palm Beach (Silk Stalkings) - serie TV, 1 episodio (1991)
- La valle dei pini (All My Children) - serie TV, 17 episodi (1992-1995)
- Marito perfetto (The Abduction) - film TV (1996)
- Witness to the Mob - film TV (1998)
- Chicago Hope - serie TV, 1 episodio (1999)
- Mary, Mother of Jesus - film TV (1999)
- 100 Centre Street - serie TV, 1 episodio (2001)
- Walking Shadow - film TV (2001)
- Counterstrike - film TV (2002)
- General Hospital - serie TV, 3 episodi (2003)
- Frasier - serie TV, 1 episodio (2003)
- The O.C. - serie TV, 1 episodio (2005)

## Doppiatori italiani
Nelle versioni in italiano delle opere in cui ha recitato, Christopher Lawford è stato doppiato da:
- Simone Mori in Thirteen Days, Terminator 3: Le macchine ribelli
- Sergio Di Stefano in Una moglie ideale
- Gerolamo Alchieri in The O.C.
- Luca Ward in Indian - La grande sfida
- Oliviero Corbetta in Slipstream - Nella mente oscura di H
- Vittorio De Angelis in Un uomo fatto in casa